# Бігуни (роман)
Бігуни (пол. Bieguni) —роман Ольги Токарчук, виданий у 2007 році, у 2008 році нагороджений літературною премією Nike, а у 2018 році — Міжнародною премією Букера. В українському перекладі Остапа Сливинського видано у 2011 році у видавництві «Фоліо».

## Фабула
Головною темою роману є екзистенційна ситуація людини у подорожі, це літературна монографія про феномен мобільності, руху та тривожності від подорожей.
Назва походить від назви одній із течій старообрядців, «бігунів» (вигнанців), що вірять, що світ насичений злом, котре має складніший доступ до людей, коли вони залишаються в постійному русі. Щоб не піддатися злу, необхідно постійно рухатися.
Сюжет твору побудований у вигляді переплетених, на перший погляд, не пов'язаних між собою ниток. Окрім теми подорожей (подорожі самої авторки та кількох героїв), існує також тема прагнення увічнити людину, цього разу не в аспекті душі, а через збереження його мертвого тіла (історія анатома 17 століття Філіпа Верхейена та лікаря 21 століття Блау).
Роман також включає тему Вікіпедії — як чудового, але неможливого проєкту, щоб записати всі людські знання та суму людського досвіду.

## Нагороди
У 2008 році роман отримав літературну премію Nike (головну та нагороду читачів). У 2018 році книга в перекладі Дженніфер Крофт (видана під англійською назвою Flights by Fitzcarraldo Editions) отримала Міжнародну премію The Man Booker.

## Адаптація
У 2020 році режисер Міхал Задара розпочав репетиції сценічної версії роману у театрі Powszechny у Варшаві . Прем'єра запланована на грудень 2020 року на фестивалі «Божественна комедія» у Кракові.

## Українські видання
- Ольга Токарчук. Бігуни (Харків: Фоліо, 2011.), переклав Остап Сливинський
- Ольга Токарчук. Бігуни (Київ: Темпора, 2020.), переклав Остап Сливинський